# UFC Fight Night: Hunt vs. Oleinik
UFC Fight Night: Hunt vs. Oleinik (también conocido como UFC Fight Night 136) fue un evento de artes marciales mixtas celebrado por Ultimate Fighting Championship el 15 de septiembre de 2018 en el Estadio Olimpiski en Moscú, Rusia.

## Historia
El evento marcará la primera visita de la promoción a Rusia. UFC arregló el recinto para utilizar solo la mitad de la capacidad.
Aunque no se anunció oficialmente, la promoción inicialmente planeaba un combate peso pesado entre el excampeón de peso pesado de UFC, Fabrício Werdum y Oleksiy Oliynyk para servir como el evento principal. Aun así el 22 de mayo, Werdum fue acusado de una posible violación de dopaje de la USADA y su estado de avance es desconocido. El 19 de julio, la promoción anunció que el combate entre Mark Hunt y Oliynyk sería el que encabezara el evento. El 11 de septiembre, USADA anunció que Werdum fue suspendido por dos años debido a esteroides trembolona y su metabolito epitrenbolona.
Rustam Khabilov fue programado para enfrentar a Kajan Johnson en UFC Fight Night: Werdum vs. Volkov. Aun así, Khabilov fue sacado de la pelea citando una lesión y el combate fue desechado. El combate fue reprogramado para este evento.
Douglas Silva de Andrade fue brevemente planificado para afrontar a Petr Yan en el evento. Aun así, Andrade fue sacado de la pelea el 9 de agosto citando una lesión de pie. Este fue reemplazado por el recién llegado Jin Soo Son.
Se esperaba que Krzysztof Jotko enfrentara al recién llegado Adam Yandiev en el evento. Sin embargo, Jotko fue sacado del combate el 16 de agosto por lesión y fue reemplazado por Jordan Johnson.
Cláudio Silva fue programado para enfrentar a Ramazan Emeev. Aun así, Silva abandonó la pelea a principios de septiembre citando una lesión de espalda. Emeev ahora enfrentará al recién llegado Stefan Sekulić.
Omari Akhmedov enfrentaría a C.B. Dollaway en el evento. Aun así, Akhmedov fue sacado del combate a principios de septiembre y fue rápidamente reemplazado por el recién llegado Artem Frolov. Sin embargo, después de tres días, Frolov fue sacado de la pelea por lesiones persistentes. Este fue reemplazado por el recién llegado Khalid Murtazaliev.
En el pesaje, Jin Soo Son y Mairbek Taisumov no dieron el peso requerido para sus respectivas peleas. Son pesó 137 libras, 1 libra más de las que permite la división de peso gallo (136 libras). Mientras tanto, Taisumov pesó 161 libras, 5 libras por encima del límite de la categoría de peso ligero (156 libras). A Son se le fue descontado el 20 por ciento de su pago que fueron para su oponente Petr Yan, mientras que Taisumov entregó el 40 por ciento de su pago a Desmond Green.

## Bonificaciones
Los siguientes peleadores recibieron $50,000 en bonos:
- Pelea de la noche ($100,000): Petr Yan

Jin Soon Son no dio el pesaje por lo tanto perdió su bono.
- Actuación de la noche: Oleksiy Oliynyk, Jan Błachowicz y Magomed Ankalaev